# Font de l'Alou (els Masos de Baiarri)
La Font de l'Alou és una font de l'enclavament dels Masos de Baiarri, de l'antic terme de Claverol, pertanyent a l'actual municipi de Conca de Dalt, al Pallars Jussà.
Està situada a 1.170 m d'altitud, a la dreta del barranc de la Font de l'Alou, al sud i als peus del Roc de les Cases.